# Championnat d'Italie de rugby à XV de 2e division 2014-2015
Navigation
Série A 2013-2014 Série A 2015-2016
Le Championnat d'Italie de rugby à XV de 2e division 2014-2015 ou Campionato Italiano di Serie A 2014-2015 voit s'affronter vingt-quatre équipes en quatre groupes parmi lesquelles une est promue en Eccellenza et quatre sont reléguées en Série B à la fin de la saison.

## Équipes participantes
| Girone 1 - CUS Genova - Pro Recco Rugby - Rugby Lyons - Piacenza Rugby - Rugby Reggio - CUS Torino | Girone 2 - Rugby Brescia - Patarò Lumezzane - Rugby Colorno - ASR Milano - S. Margherita Valpolicella - F. & M. CUS Verona | Girone 3 - Rugby Udine - Valsugana Padova - Rubano Rugby - Ruggers Tarvisium - Rangers Vicenza - Zhermack Badia | Girone 4 - Gran Sasso Rugby - Accademia FIR Tirrenia - UR Capitolina - Firenze 1931 - UR Prato Sesto - CUS Perugia |

## Saison régulière

### Girone 1
| Gênes Recco Plaisance Reggio Emilia Turin |

| Équipe                      | Stade                    | Capacité | Ville           |
| --------------------------- | ------------------------ | -------- | --------------- |
| Banco S. Giorgio CUS Genova | -                        |          | Gênes           |
| Pro Recco Rugby             | Campo Carlo Androne      |          | Recco           |
| ASD Rugby Lyons             | Campo Walter Beltrametti |          | Plaisance       |
| Piacenza Rugby              | -                        |          | Plaisance       |
| Rugby Reggio                | Centre sportif Canalina  |          | Reggio d'Émilie |
| CUS Torino Rugby            | Campo Carlo Guglielmino  |          | Grugliasco      |

#### Classement
| Rang | Club               | J  | V | N | D | Bo | Bd | Pm  | Pe  | Diff | Pts |
| ---- | ------------------ | -- | - | - | - | -- | -- | --- | --- | ---- | --- |
| 1    | Rugby Reggio (R)   | 10 | 7 | 0 | 3 | 2  | 1  | 221 | 185 | +36  | 31  |
| 2    | ASD Rugby Lyons    | 10 | 6 | 1 | 3 | 2  | 2  | 266 | 179 | +87  | 30  |
| 3    | Pro Recco          | 10 | 5 | 1 | 4 | 1  | 2  | 239 | 209 | +30  | 25  |
| 4    | CUS Torino         | 10 | 4 | 0 | 6 | 2  | 3  | 207 | 245 | -38  | 21  |
| 5    | CUS Genova         | 10 | 4 | 0 | 6 | 1  | 1  | 188 | 238 | -50  | 18  |
| 6    | Piacenza Rugby (P) | 10 | 3 | 0 | 7 | 0  | 1  | 155 | 220 | -65  | 13  |

|  | Qualifiés pour la Pool Promozione (no 1, no 2, no 3).    |
|  | Qualifiés pour la Pool Retrocessione (no 4, no 5, no 6). |
|  | P : promu Série B 2014 • R : relégué 2014                |

Attribution des points : victoire sur tapis vert : 5, victoire : 4, match nul : 2, défaite : 0, forfait : -2 ; plus les bonus (offensif : 4 essais marqués ; défensif : défaite par 7 points d'écart ou moins).

#### Résultats
L'équipe qui reçoit est indiquée dans la colonne de gauche.
| Clubs           | GEN   | PRO   | LYO   | PIA   | REG   | TOR   |
| --------------- | ----- | ----- | ----- | ----- | ----- | ----- |
| CUS Genova      |       | 27-22 | 41-27 | 22-12 | 16-10 | 21-30 |
| Pro Recco       | 36-6  |       | 16-16 | 29-15 | 33-14 | 28-27 |
| ASD Rugby Lyons | 24-16 | 40-19 |       | 25-0  | 12-16 | 25-17 |
| Piacenza Rugby  | 28-17 | 16-26 | 23-17 |       | 10-21 | 19-22 |
| Rugby Reggio    | 36-12 | 17-13 | 16-39 | 25-14 |       | 40-12 |
| CUS Torino      | 13-10 | 31-17 | 15-41 | 16-18 | 24-26 |       |

|  | Victoire à domicile |  | Match nul |  | Défaite à domicile |

### Girone 2
| Brescia Lumezzane Colorno Milan San Pietro Vérone |

| Équipe                     | Stade                   | Capacité | Ville      |
| -------------------------- | ----------------------- | -------- | ---------- |
| Rugby Brescia              | Campo Aldo Invernici    |          | Brescia    |
| Patarò Lumezzane           | -                       |          | Lumezzane  |
| Rugby Colorno FC           | -                       |          | Colorno    |
| ASR Milano                 | -                       |          | Milan      |
| S. Margherita Valpolicella | Campo Communale         |          | San Pietro |
| F. & M. CUS Verona         | Campo Gavagnin - Nocini |          | Vérone     |

#### Classement
| Rang | Club                 | J  | V  | N | D | Bo | Bd | Pm  | Pe  | Diff | Pts |
| ---- | -------------------- | -- | -- | - | - | -- | -- | --- | --- | ---- | --- |
| 1    | Rugby Colorno        | 10 | 10 | 0 | 0 | 6  | 0  | 351 | 132 | +219 | 46  |
| 2    | F. & M. CUS Verona   | 10 | 8  | 0 | 2 | 3  | 1  | 219 | 148 | +71  | 36  |
| 3    | Brescia              | 10 | 6  | 0 | 4 | 2  | 2  | 157 | 177 | -20  | 28  |
| 4    | ASR Milano (P)       | 10 | 3  | 0 | 7 | 2  | 2  | 169 | 213 | -44  | 16  |
| 5    | Patarò Lumezzane (P) | 10 | 2  | 0 | 8 | 3  | 4  | 188 | 266 | -78  | 15  |
| 6    | S. Margherita        | 10 | 1  | 0 | 9 | 0  | 1  | 88  | 236 | -148 | 5   |

|  | Qualifiés pour la Pool Promozione (no 1, no 2, no 3).    |
|  | Qualifiés pour la Pool Retrocessione (no 4, no 5, no 6). |
|  | P : promu Série B 2014                                   |

Attribution des points : victoire sur tapis vert : 5, victoire : 4, match nul : 2, défaite : 0, forfait : -2 ; plus les bonus (offensif : 4 essais marqués ; défensif : défaite par 7 points d'écart ou moins).

#### Résultats
L'équipe qui reçoit est indiquée dans la colonne de gauche.
| Clubs              | BRE   | LUM   | COL   | MIL   | VAL   | VER   |
| ------------------ | ----- | ----- | ----- | ----- | ----- | ----- |
| Rugby Brescia      |       | 15-13 | 17-20 | 7-3   | 17-12 | 7-11  |
| Patarò Lumezzane   | 21-28 |       | 33-35 | 32-20 | 28-7  | 24-27 |
| Rugby Colorno FC   | 49-27 | 58-5  |       | 38-10 | 55-5  | 42-0  |
| ASR Milano         | 6-22  | 26-13 | 18-20 |       | 33-14 | 19-42 |
| S. Margherita      | 8-17  | 16-0  | 5-20  | 6-26  |       | 3-11  |
| F. & M. CUS Verona | 34-0  | 34-19 | 12-14 | 19-8  | 29-12 |       |

|  | Victoire à domicile |  | Match nul |  | Défaite à domicile |

### Girone 3
| Udine Padoue Rubano Trévise Vicence Badia |

| Équipe                | Stade                      | Capacité | Ville   |
| --------------------- | -------------------------- | -------- | ------- |
| Rugby Udine           | Rugby Stadium O. Gerli     |          | Udine   |
| Valsugana Rugby PD    | -                          |          | Padoue  |
| Rubano Rugby          | Impianto sportivo          |          | Rubano  |
| Ruggers Tarvisium     | Campo S. Paolo             |          | Trévise |
| Rangers Rugby Vicenza | -                          |          | Vicence |
| Zhermarck Badia       | Impianti sportivi comunali |          | Badia   |

#### Classement
| Rang | Club                  | J  | V | N | D | Bo | Bd | Pm  | Pe  | Diff | Pts |
| ---- | --------------------- | -- | - | - | - | -- | -- | --- | --- | ---- | --- |
| 1    | Ruggers Tarvisium (P) | 10 | 8 | 0 | 2 | 3  | 0  | 198 | 179 | +19  | 35  |
| 2    | Valsugana             | 10 | 7 | 0 | 3 | 1  | 2  | 194 | 151 | +43  | 31  |
| 3    | Udine                 | 10 | 5 | 1 | 4 | 4  | 1  | 239 | 163 | +76  | 27  |
| 4    | Rangers Rugby Vicenza | 10 | 4 | 0 | 6 | 1  | 4  | 138 | 148 | -10  | 21  |
| 5    | Zhermarck Badia       | 10 | 3 | 1 | 6 | 1  | 2  | 202 | 263 | -61  | 13¹ |
| 6    | Rubano                | 10 | 2 | 0 | 8 | 0  | 5  | 148 | 215 | -67  | 13  |

¹Zhermarck Badia a été sanctionné de 4 points de pénalité.
|  | Qualifiés pour la Pool Promozione (no 1, no 2, no 3).    |
|  | Qualifiés pour la Pool Retrocessione (no 4, no 5, no 6). |
|  | P : promu Série B 2014                                   |

Attribution des points : victoire sur tapis vert : 5, victoire : 4, match nul : 2, défaite : 0, forfait : -2 ; plus les bonus (offensif : 4 essais marqués ; défensif : défaite par 7 points d'écart ou moins).

#### Résultats
L'équipe qui reçoit est indiquée dans la colonne de gauche.
| Clubs           | UDI   | VAL   | RUB   | RUG   | VIC   | ZHE   |
| --------------- | ----- | ----- | ----- | ----- | ----- | ----- |
| Rugby Udine     |       | 41-7  | 40-12 | 40-0  | 12-8  | 17-30 |
| Valsugana       | 13-11 |       | 16-9  | 28-16 | 15-3  | 46-0  |
| Rubano Rugby    | 23-15 | 16-20 |       | 18-24 | 11-16 | 20-6  |
| Ruggers         | 24-16 | 8-3   | 32-15 |       | 22-3  | 25-23 |
| Rangers Vicenza | 17-18 | 25-18 | 13-8  | 6-12  |       | 29-7  |
| Zhermarck Badia | 29-29 | 22-28 | 33-16 | 27-35 | 25-18 |       |

|  | Victoire à domicile |  | Match nul |  | Défaite à domicile |

### Girone 4
| L'Aquila Parme Capitolina Florence Prato Pérouse |

| Équipe           | Stade                         | Capacité | Ville    |
| ---------------- | ----------------------------- | -------- | -------- |
| Gran Sasso Rugby | -                             |          | L'Aquila |
| Accademia FIR    | -                             |          | Parme    |
| UR Capitolina    | Campo dell'Unione             | 2 000    | Rome     |
| Firenze 1931     | Impianto polivalente Padovani |          | Florence |
| UR Prato Sesto   | -                             |          | Prato    |
| CUS Perugia      | -                             |          | Pérouse  |

#### Classement
| Rang | Club              | J  | V | N | D | Bo | Bd | Pm  | Pe  | Diff | Pts |
| ---- | ----------------- | -- | - | - | - | -- | -- | --- | --- | ---- | --- |
| 1    | Accademia FIR     | 10 | 7 | 0 | 3 | 6  | 3  | 366 | 164 | +202 | 37  |
| 2    | Gran Sasso Rugby  | 10 | 8 | 0 | 2 | 4  | 1  | 216 | 209 | +7   | 37  |
| 3    | UR Prato Sesto    | 10 | 5 | 0 | 5 | 2  | 1  | 201 | 268 | -67  | 23  |
| 4    | Firenze 1931      | 10 | 4 | 0 | 6 | 2  | 4  | 199 | 205 | -6   | 22  |
| 5    | UR Capitolina (R) | 10 | 4 | 0 | 6 | 1  | 3  | 171 | 206 | -35  | 20  |
| 6    | CUS Perugia       | 10 | 2 | 0 | 8 | 0  | 1  | 170 | 271 | -101 | 9   |

|  | Qualifiés pour la Pool Promozione (no 1, no 2, no 3).    |
|  | Qualifiés pour la Pool Retrocessione (no 4, no 5, no 6). |
|  | R : relégué 2014                                         |

Attribution des points : victoire sur tapis vert : 5, victoire : 4, match nul : 2, défaite : 0, forfait : -2 ; plus les bonus (offensif : 4 essais marqués ; défensif : défaite par 7 points d'écart ou moins).

#### Résultats
L'équipe qui reçoit est indiquée dans la colonne de gauche.
| Clubs            | GRA   | ACC   | CAP   | FIR   | PRA   | PER   |
| ---------------- | ----- | ----- | ----- | ----- | ----- | ----- |
| Gran Sasso Rugby |       | 24-23 | 16-3  | 24-13 | 26-14 | 27-19 |
| Accademia FIR    | 59-0  |       | 45-20 | 12-16 | 71-5  | 40-15 |
| UR Capitolina    | 17-24 | 13-20 |       | 17-15 | 24-19 | 19-10 |
| Firenze 1931     | 25-28 | 15-26 | 21-19 |       | 18-20 | 22-17 |
| UR Prato Sesto   | 21-16 | 29-46 | 20-10 | 25-23 |       | 28-6  |
| CUS Perugia      | 15-31 | 27-24 | 16-29 | 17-31 | 28-20 |       |

|  | Victoire à domicile |  | Match nul |  | Défaite à domicile |

## Pool Promozione

### Pool Promozione 1
Le tournoi se dispute entre les 3 premiers du Girone 1 et ceux du Girone 4. 

#### Classement
| Rang | Club             | J  | V | N | D  | Bo | Bd | Pm  | Pe  | Diff | Pts |
| ---- | ---------------- | -- | - | - | -- | -- | -- | --- | --- | ---- | --- |
| 1    | Pro Recco        | 10 | 8 | 0 | 2  | 5  | 1  | 247 | 189 | +58  | 38  |
| 2    | ASD Rugby Lyons  | 10 | 7 | 0 | 3  | 5  | 3  | 311 | 182 | +129 | 36  |
| 3    | Accademia FIR    | 10 | 5 | 0 | 5  | 5  | 2  | 305 | 175 | +130 | 27  |
| 4    | Rugby Reggio     | 10 | 6 | 0 | 4  | 2  | 0  | 217 | 192 | +25  | 26  |
| 5    | Gran Sasso Rugby | 10 | 4 | 0 | 6  | 4  | 1  | 191 | 298 | -107 | 21  |
| 6    | UR Prato Sesto   | 10 | 0 | 0 | 10 | 1  | 2  | 157 | 392 | -235 | 3   |

|  | Qualifiés pour les demi-finales (no 1, no 2). |

Attribution des points : victoire sur tapis vert : 5, victoire : 4, match nul : 2, défaite : 0, forfait : -2 ; plus les bonus (offensif : 4 essais marqués ; défensif : défaite par 7 points d'écart ou moins).

### Pool Promozione 2
Le tournoi se dispute entre les 3 premiers du Girone 2 et ceux du Girone 3. 

#### Classement
| Rang | Club               | J  | V | N | D | Bo | Bd | Pm  | Pe  | Diff | Pts |
| ---- | ------------------ | -- | - | - | - | -- | -- | --- | --- | ---- | --- |
| 1    | Rugby Colorno      | 10 | 8 | 0 | 2 | 4  | 1  | 267 | 148 | +119 | 37  |
| 2    | F. & M. CUS Verona | 10 | 5 | 0 | 5 | 5  | 4  | 225 | 166 | +59  | 29  |
| 3    | Valsugana          | 10 | 6 | 0 | 4 | 1  | 2  | 182 | 206 | -24  | 27  |
| 4    | Ruggers Tarvisium  | 10 | 5 | 0 | 5 | 1  | 0  | 177 | 190 | -13  | 21  |
| 5    | Udine              | 10 | 4 | 0 | 6 | 1  | 2  | 185 | 202 | -17  | 19  |
| 6    | Brescia            | 10 | 2 | 0 | 8 | 1  | 2  | 99  | 223 | -124 | 11  |

|  | Qualifiés pour les demi-finales (no 1, no 2). |

Attribution des points : victoire sur tapis vert : 5, victoire : 4, match nul : 2, défaite : 0, forfait : -2 ; plus les bonus (offensif : 4 essais marqués ; défensif : défaite par 7 points d'écart ou moins).

## Pool Retrocessione

### Pool Retrocessione 1
Le tournoi se dispute entre les 3 derniers du Girone 1 et ceux du Girone 4. Les clubs terminant 5e et 6e sont rétrogradés en Serie B.

#### Classement
| Rang | Club           | J  | V | N | D | Bo | Bd | Pm  | Pe  | Diff | Pts |
| ---- | -------------- | -- | - | - | - | -- | -- | --- | --- | ---- | --- |
| 1    | CUS Genova     | 10 | 7 | 0 | 3 | 2  | 2  | 239 | 207 | +32  | 32  |
| 2    | UR Capitolina  | 10 | 6 | 1 | 3 | 4  | 2  | 243 | 171 | +72  | 32  |
| 3    | CUS Torino     | 10 | 5 | 0 | 5 | 4  | 2  | 241 | 252 | -11  | 26  |
| 4    | CUS Perugia    | 10 | 4 | 2 | 4 | 1  | 2  | 212 | 207 | +5   | 23  |
| 5    | Piacenza Rugby | 10 | 3 | 1 | 6 | 1  | 5  | 200 | 225 | -25  | 20  |
| 6    | Firenze 1931   | 10 | 3 | 0 | 7 | 0  | 3  | 145 | 218 | -73  | 15  |

|  | Relégués en Serie B (no 5, no 6). |

Attribution des points : victoire sur tapis vert : 5, victoire : 4, match nul : 2, défaite : 0, forfait : -2 ; plus les bonus (offensif : 4 essais marqués ; défensif : défaite par 7 points d'écart ou moins).

### Pool Pool Retrocessione 2
Le tournoi se dispute entre les 3 derniers du Girone 2 et ceux du Girone 3. Les clubs terminant 5e et 6e sont rétrogradés en Serie B.

#### Classement
| Rang | Club                  | J  | V | N | D | Bo | Bd | Pm  | Pe  | Diff | Pts |
| ---- | --------------------- | -- | - | - | - | -- | -- | --- | --- | ---- | --- |
| 1    | S. Margherita         | 10 | 6 | 0 | 4 | 6  | 3  | 275 | 200 | +75  | 33  |
| 2    | Patarò Lumezzane      | 10 | 6 | 1 | 3 | 2  | 2  | 263 | 213 | +50  | 30  |
| 3    | Rangers Rugby Vicenza | 10 | 6 | 0 | 4 | 2  | 2  | 228 | 188 | +40  | 28  |
| 4    | ASR Milano            | 10 | 5 | 0 | 5 | 2  | 2  | 219 | 211 | +8   | 24  |
| 5    | Zhermarck Badia       | 10 | 3 | 0 | 7 | 4  | 3  | 192 | 268 | -76  | 19  |
| 6    | Rubano                | 10 | 3 | 1 | 6 | 1  | 1  | 161 | 258 | -97  | 16  |

|  | Relégués en Serie B (no 5, no 6). |

Attribution des points : victoire sur tapis vert : 5, victoire : 4, match nul : 2, défaite : 0, forfait : -2 ; plus les bonus (offensif : 4 essais marqués ; défensif : défaite par 7 points d'écart ou moins).

## Phase finale

### Demi-finales
| 10 mai 2015 | F. & M. CUS Verona | 22 - 32 | Pro Recco Rugby |  |
| 10 mai 2015 |                    |         |                 |  |
| 10 mai 2015 |                    |         |                 |  |

| 10 mai 2015 | Rugby Lyons | 27 - 3 | Rugby Colorno |  |
| 10 mai 2015 |             |        |               |  |
| 10 mai 2015 |             |        |               |  |

| 17 mai 2015 | Pro Recco Rugby | 33 – 31 | F. & M. CUS Verona |  |
| 17 mai 2015 |                 |         |                    |  |
| 17 mai 2015 |                 |         |                    |  |

| 17 mai 2015 | Rugby Colorno | 29 - 6 | Rugby Lyons |  |
| 17 mai 2015 |               |        |             |  |
| 17 mai 2015 |               |        |             |  |

### Finale
| 24 mai 2015 17 h 30 | Pro Recco Rugby | 19 – 26 (13 - 13) | Rugby Lyons | Stadio Luigi Zaffanella, Viadana Arbitre : Damasco |
| 24 mai 2015 17 h 30 |                 |                   |             | Stadio Luigi Zaffanella, Viadana Arbitre : Damasco |
| 24 mai 2015 17 h 30 |                 |                   |             | Stadio Luigi Zaffanella, Viadana Arbitre : Damasco |